# Italívio Coelho
Italívio Martins Coelho , ou apenas Italívio Coelho , (Rio Brilhante, 1º de março de 1918 – Campo Grande, 21 de setembro de 2005) foi um advogado e político brasileiro, outrora senador por Mato Grosso.

## Dados biográficos
Filho de Laucídio Coelho e Lúcia Martins Coelho. Graduado pela Faculdade de Direito do Rio de Janeiro foi advogado e filiou-se à UDN após o fim do Estado Novo elegendo-se deputado estadual em 1947 retirando-se da política ao fim do mandato. Foi vice-presidente do Banco Financial de Mato Grosso, presidente da Financial Bragança, da Companhia Imobiliária do Oeste do Brasil. No setor agropecuário foi presidente do Frigorífico Mato-Grossense, da Associação dos Criadores do Sul, vice-presidente da Associação das Indústrias de Campo Grande e também da Associação de Criadores de Santa Gertrudes (São Paulo).
Seu retorno à política foi como filiado à ARENA após a vitória do Regime Militar de 1964 e nessa condição foi eleito primeiro suplente do senador Filinto Müller sendo efetivado após a morte do titular em julho de 1973. Cotado para ocupar o mandato de senador biônico pelo Mato Grosso em 1978 foi preterido por Gastão Müller, sobrinho de seu antecessor. Com o fim do bipartidarismo migrou para o PDS e foi candidato ao senado por Mato Grosso do Sul numa sublegenda de seu partido em 1982 sendo derrotado por Marcelo Miranda do PMDB.
Por conta da sucessão presidencial de 1985 apoiou a candidatura de Tancredo Neves e se filiou ao PFL embora tenha deixado de concorrer em eleições preferido cuidar de seus interesses agropecuários.
Irmão do político Lúdio Coelho, cunhado de Saldanha Derzi e tio de Flávio Derzi.